# Disi Invest Duszanbe
DISI Invest Duszanbe – tadżycki klub futsalowy z siedzibą w mieście Duszanbe, obecnie występuje w najwyższej klasie rozgrywkowej Tadżykistanu.
W 2013 klub powstał jako FK „Royal Pub” i startował w inauguracyjnych mistrzostwach Tadżykistanu. W 2014 przyjął obecną nazwę.

## Sukcesy
- Mistrzostwo Tadżykistanu (4): 2015, 2016, 2017, 2018[1].
- Puchar Tadżykistanu (2): 2013, 2015-16
- Superpuchar Tadżykistanu (1): 2013